# التجارة الإلكترونية في جنوب آسيا
""التجارة الالكترونية"" أو e.commerce في جنوب اسيا عبارة عن عملية بيع وشراء السلع والخدمات عبر الإنترنت في دول جنوب اسيا حيث وصلت هذه الممارسات خلال فترة الدوت كوم في تسعينيات القرن العشرين. وبعد اخفاق الدوت كوم شهدت الشركات الالكترونية المحلية في قطاعها تطورا واعدا وسريعا.

## التاريخ

### قبل الفوقاعة
فقاعة اقتصادية
خلال تسعينيات القرن العشرين، تمكن المستهلكون في جنوب اسيا من شراء السلع من شركات امريكيا واروبا والتي كانت تصل لبلدانهم بفضل الإنترنت والتجارة الالكترونية. ارتفعت اسعار اسهم شركات الدوت كوم مما جعل الشركات المحلية تشعر انها بحاجة للتواكب الشركات الالكترونية الأكثر بيعا بالدول الأخرى، فقد قامت بانشاء شركات إلكترونية عديدة غي آبهة بالمخاطر المترتبة،
```
وتركت الحكم للسوق لاختيار ايها ستنجح.
```

وقد بدات اسيا تجتذب ما يقرب من نصف مجموع تدفقات راس المال من البلدان النامية، بالإضافة إلى سعر الفائدة المرتفع. شهدت اقتصادات ماليزيا وسنغافورة وتايلاند  واندونيسيا  ارتفاعا في معدلات نمو اقتصاد الناتج المحلي الإجمالي يصل إلى 12 في المائة، وذلك بسبب الاقتصادات الاسيويه المستقرة والبنك الدولي وصندوق النقد لصالح الشركات المحلية الاسيويه.
وتتزايد القدرة الشرائية وكذلك عدد شركات التجارة الكترونيه في كل سوق، الأمر الذي يبشر بمستقبل مشرق للتجارة الكترونيه.e-commerce companies

### بعد الفوقاعة
أصبح سوق التحارة الالكترونية بعد عام 2000 محكموما بشكل رئيسي بمعاملات الشركات بسبب فقدان الثقة من قبل المستهلكين بعد الأزمة المالية الآسيوية (1997) في جنوب اسيا واخفاق الفوقاعة (فقاعة الإنترنت) والطريقة الوحيدة التي يمكن بها لشركات التجارة الكترونيه ان تعاود الدخول في سوق الأعمال التجارية إلى المستهلكين (B2C) هي كسب ثقة المستهلكين. فقد قضت شركات مثل أمازون، علي سبيل المثال، قرابة عقد من الزمن، بالتنسيق مع حكومات جنوب شرق اسيا التي ساهمت بان تصبح «صديقه للإنترنت»، لأعاده بناء تلك الثقة

### التحديات والصعاب
بالإضافة لفقدان الثقة بالشركات الالكترونية واجهت هذه الشركات مشكلة أخرى وهي انخفاض مستوى استعمال الإنترنت، فقد بلغ عدد انتشار الإنترنت في اسيا ما يقارب 37 بالمئة من السكان من عمر 15 وما فوق وفقا لنسلين، لكن باستثناء سنغافورة حيث كان الاستخدام منتشر يبلغ حوالي 67 بالمئة من السكان. لكن هذه المعدل منخفض مقارنتا مع دول أخرى في العالم مثل استراليا (78.2 بالمئة) والولايات المتحدة (78.1 بالمئة)، المانيا (81.0 بالمئة)، اليابان (79.5 بالمئة)
من العقبات الأخرى التي يجب تجاوزها هي العقبات الثقافية، مثال على ذلك عدد الاشخاص الذين يملكون بطاقات الائتمان وايضا عدد الاشخاص الذين يمكن ان يدفعو بطرق أخرى بشكل غير نقدي التقليدية أو الكاش قليل، عادة ما تكون الثقة بالنظام المصرفي والدفع الإلكتروني منخفضة لهذه قامت بعض الحركات الحكومية مثل تاليدند PromptPay عن طريق التشجيع لاقامة مجتمع يدفع بشكل غير تقدي. عمليات الشراء عبر بطاقات الخصم أو الائتمان في ارتفاع، مما طور في خدمات الإنترنت وبيع التجزئة. لكن بسبب ازدياد عمليات التزوير وارتفاع مستوى الفساد، ادى ذلك لعدم تجشع الناس للشراء عبر الإنترنت.
تعتبر قلة المعلومات عن الصناعة أيضا مشكلة رئيسية حيث ان معلومات الموثوقة التي تخص السوق نادرة ويفتقد الموظفون الخبرة الرقمية اللازمة للنمو بشكل اسرع. وتحاول العلامات التجارية للبحوث السوقية PromptPay لاصلاح هذه المشكلة اقامة ومشاركة الابحاث والأفكار بخصوص التجارة الالكتونية في جنوب اسيا. انطلقت ماركات البحث السوقية بشكل بشكل رسمي في بمتصفخ جوجل في تايلد بشهر شباط لعام 2016.
كاستحابة لهذه التحديات التي ظهرت، زودت خدمات التجارة الاكتونية بخدمات مثل we love shipping و iTrueMart وبيع ب COD (الدفع عند التوصيل) لكي تتمكن من التخلل في المدن ذات بالمستوى الثاني والثالث في جنوب اسيا كما يتضح هذه من معدل المبيعات خارج العاصمة التايلندية بانكوك  بنسبة 42% . وعند المشاركة في حملات التجارة المتنقلة في المنطقة، لاحظت العلامات التحارية أيضا اقبالا على العناصر مرتفعة السعر. قال شيجي هو، مدير التسويق الإقليمي في التجارة الإلكترونية.. الامر الذي يثير دهشتنا هو مدى بيع العناصر مرتفعة الاسعار ونعتقد ان السبب وراء ذالك ان العملاء لديهم الخيار الدفع نقدا عند التسليم، مما يقلل المخاطر المتوقعة للعميل ويمكن أيضا العلامات التجارية ان تصل للمناطق التي يقل فيها نسبة انتشار البطاقات الإتمانية.

### النمو في التجارة الالكترونية المحلية
عند افلاس الشركات العالمية المسيطرة على التحارة الالكترونية في جنوب اسيا في بداية القرن الواحد والعشرون، استطاعت الشركات في حنوب اسيا ان تجتاح الإنترنت فقد بدات المدونات والاستعراضات والشبكات الاجتماعية بلازدهار. لم تعد الشركات التجارة الالكترونية بناء نفشها فعليا في حنوب اسيا حتى نهاية 2011.لم تعد الشركات الاجنبية تقوم فقط بالشحن بل أصبحت تركز على الاحتياجات المحلية وتستحيب لها من احل توفير السلع وتقديم الخدمات عن طريق مكاتب ومخازن محلية.
كانت أول شركة تدخل التسوق عبر الإنترنت على نطاق واسع شكركة تدعى روكيت إنترنت ومن سنغافورة حيث اطلقت مشروع الازياء زالورا. وبعد هذه النحاح اطلقت روكيت إنترنت مشروع آخر لازدا ماليزياLazada Malaysia وما يعادل امازون  حيث توفر نطاق واسع من المنتجات من الكترونيات، ترفيه، اجهزة منزلية، كتب، ألعاب الفيديو، منتحات العناية بالصحة والجمال وألعاب الأطفال ومنتحات الرضع، الازياء مثل الحقائق. هدف هذه الفكرة لاستغلال السوق في جنوب اسيا عن طيريق توفير فرص الحصول على نفس المنتجات التي اعتاد الناس الحصول عليها عن طريق شرائها عبر المواقع الاجنبية إلى جانب المنجات المحلية عبر الإنترنت. كلتا الحالتين تستغرق أيام قليلة بينما كانت قبل ذالك فترة التي يتسغرقها التوصيل قد تصل لشهر. انتشرت لازدا ماليزيا وزالورا بسرعة في الدول المجاورة واصبحت من أكثر المواقع، الالكترونية زيارة وكفاءة في جنوب شرق اسيا، وهذه هو السبب الذي جعل أشهر المستثمرين العالميين من مثل جي بي مورغان تشيس وكننيفيك وسميت بارتنر يستثمرون في ملايين الدولارات في موقع لازدا فقد مكنهم من رؤية لامكانيات الضخمة في سوق جنوب اسيا.
في تايلند، تم إنشاء موقع وي لوف شوبينغ في عام 2004 من قبل اسيند جروب كسوق الكتروني ذو العلاقة زبون مقابل زبون (c2c) وهي تفرع لشركة ترو كوربوراشن. قام الموقع مؤخرا بتغيير نموذج عمله من الكسب من ايرادات اجور المتاجر الإلكترونية للكسب من رسوم المعاملات التحارية التي تتراوح من 2.9 إلى 13 بالمئة. ستقوم عمليات الشراء بالضمان بالتعاون مع ترو مني، وفقط عندما يستلم المشتري المنتج سيتم الدفع للبائع. أنشئت اسيند جروب أيضا أي ترومارت في عام 2012 كمنصة للتجارة الإلكترونية ذات العلاقة من تجارة للمستهلك. </ref>و في عام 2013 تحول موقع أي ترومارت لموقع وخدمات امازون (AWS) لكي تطلق وتشغل موقع التجارة الالكترونية خاصتها في الفلبين.
قامت الشركات الالكترونية بتكييف تفسها مع السوق وصعوباته لكي تتغلب على مشكلة عدم الثقة بهم. في حالة كل من روكيت ماركيت واي كوميرس فقد قرروا توفير اساليب الشراء مثل الدفع عن طريق بطاقات الائتمان أو الدفع النقدي عند الاستلام. بالإضافة إلى ذلك، قامت بتحديث اساليب تضاهي أعمال الطوب والاسمنت لكي تلبي توقعات السوق فقد ما يسمى ب «سياسة الاربعة عشر يوما» ووسياسة التوصيل السريع المجاني في كل الدول لكي لتسترجع انتباه الناس لها. 
```
بعد فترة قصيرة من ظهور لازدا وزالورا وركتن قررت أكبر متاجر بيع التجزئة اليابانية B2B2C من تاجر لتاجر لمستهلك أيضا ان تصل لنفس السوق بإطلاقها ركتوين في ماليزيا. على الرغم انهم كانو بالفعل يعملون شركات التجارة الالكترونية المحلية الصغيرة في المناطق الاقل تجمعا للزبائن، في تايلد عام 2009 وفي اندونيسيا 2011، فان مشروعهم الماليزي هو الإنجاز الأكبر في المنطقة. فقد لبت توقعات الزبائن بتوفير اساليب بيع وخدمات بيع جذابة
[
12
]
```

الفلبين وهي ثاني أكبر دولة في جنوب اسيا هي سوق كبير وسريع التطور للتجارة إلكترونية ففي 2018 وصل عدد المستخدمين للتحارة الالكترونية فيها ل 37.75 مليون مستخدم ومن المتوقع اضافتة 18.02 مليون مستخدم سيتسوق عبر الإنترنت عام 2020، وحينها سينفق ال45.77 مليون مستخدم نقود بمعدل 48.72 دولار أمريكي على الإنترنت. يصل مجموع الارادات من التحارة الالكترونية الفلبينية من جميع فئات المنتجات 1.49 بليون دولار أمريكي ومن المتوقع ان يزيد ليصل 2.62 بليون دولار أمريكي بحلول 2021،
حاليا صنف المنتجات الرئيسي في الفلبين هو الاعلام والالكترونيات تصل حصتها في السوق 618.6 مليون دولار أمريكي ويتبعها مباشرة الألعاب والاعمال اليدوية والهواية والتي تحصل 336.5 مليون دولار من المبيعات، ويفصل 47 بالمئة من المتسوقين الفلبينيين الدفع نقدا عنذ التوصيل عند التسوق عبر الإنترنت.
استجابة للنمو الهائل للعدد بائيع التجزئة عبر الإنترنت ظهرت مواقع مقارنة السعر كاعمال للتحارة إلكترونية بشكل مرتفع فهم يقومون بتجميع قواعد بيانات المنتحات من بائعي التجزئة عبر الإنترنت وحركة مرور المستخدمين لمواقعهم قبل التوجه لتحار معينين ومن الامثلة على هذه المواقع برايسيزا وايبرايس وبروايس باندوا برايستوري وناوتشيبتشيب.
على الرغم من عدم الثقة بلتجارة الالكترونية والمشكلات الثقافية المتعددة الناتجة عن الازمات الاقتصادية الحالية فان سوق الأعمال الالكترونية ينمو بمعدل مزدوج الرقم ويبدو متوازنا مما جعل هذه القطاع واحد من أكثر القطاعات المربحة

### تطبيقات التجارة الالكترونية الكبرى SEA Q1
اعتمتدا على المستخدمين النشطين لتطبيقات الهابف بشكل شهري

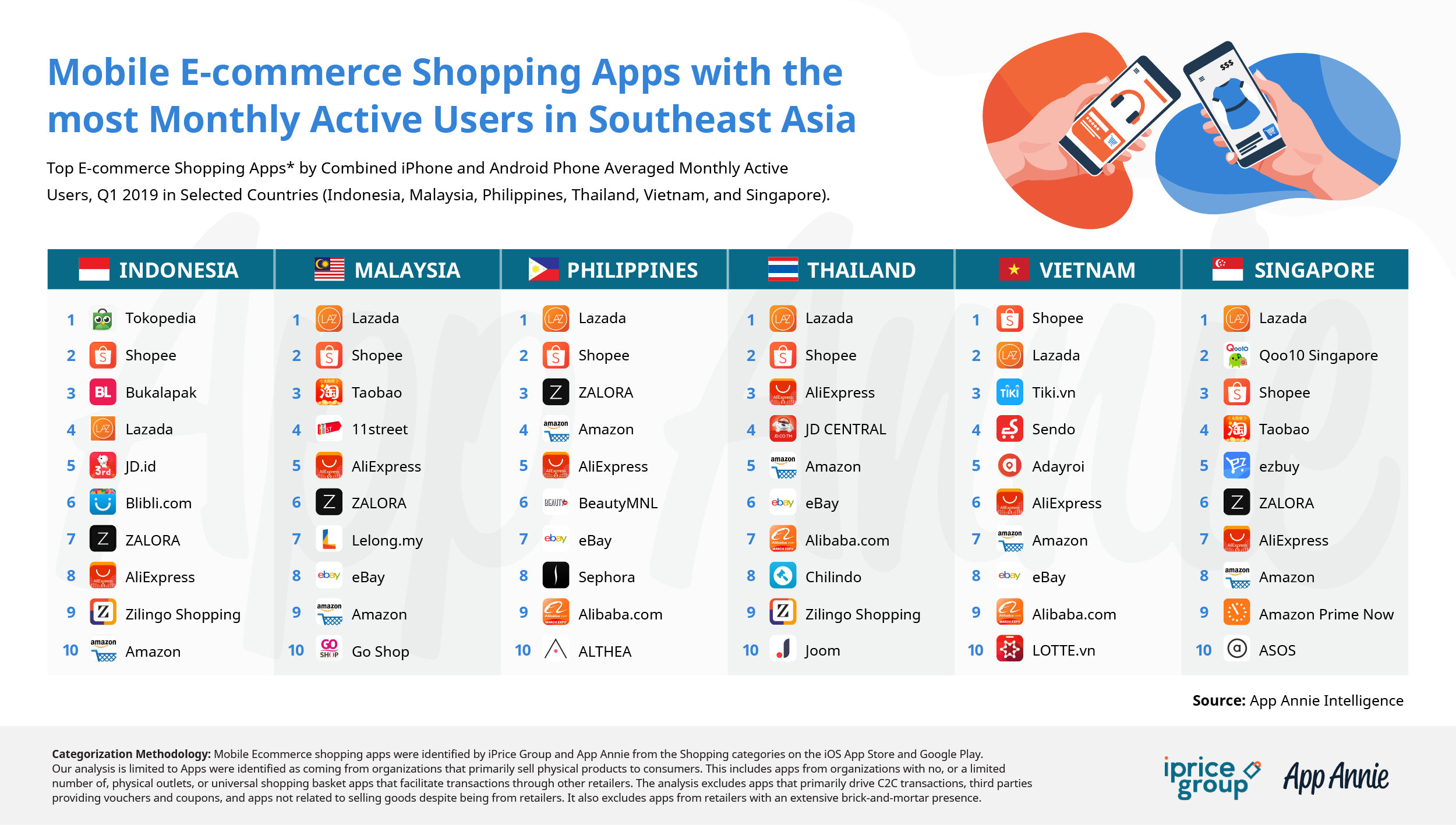

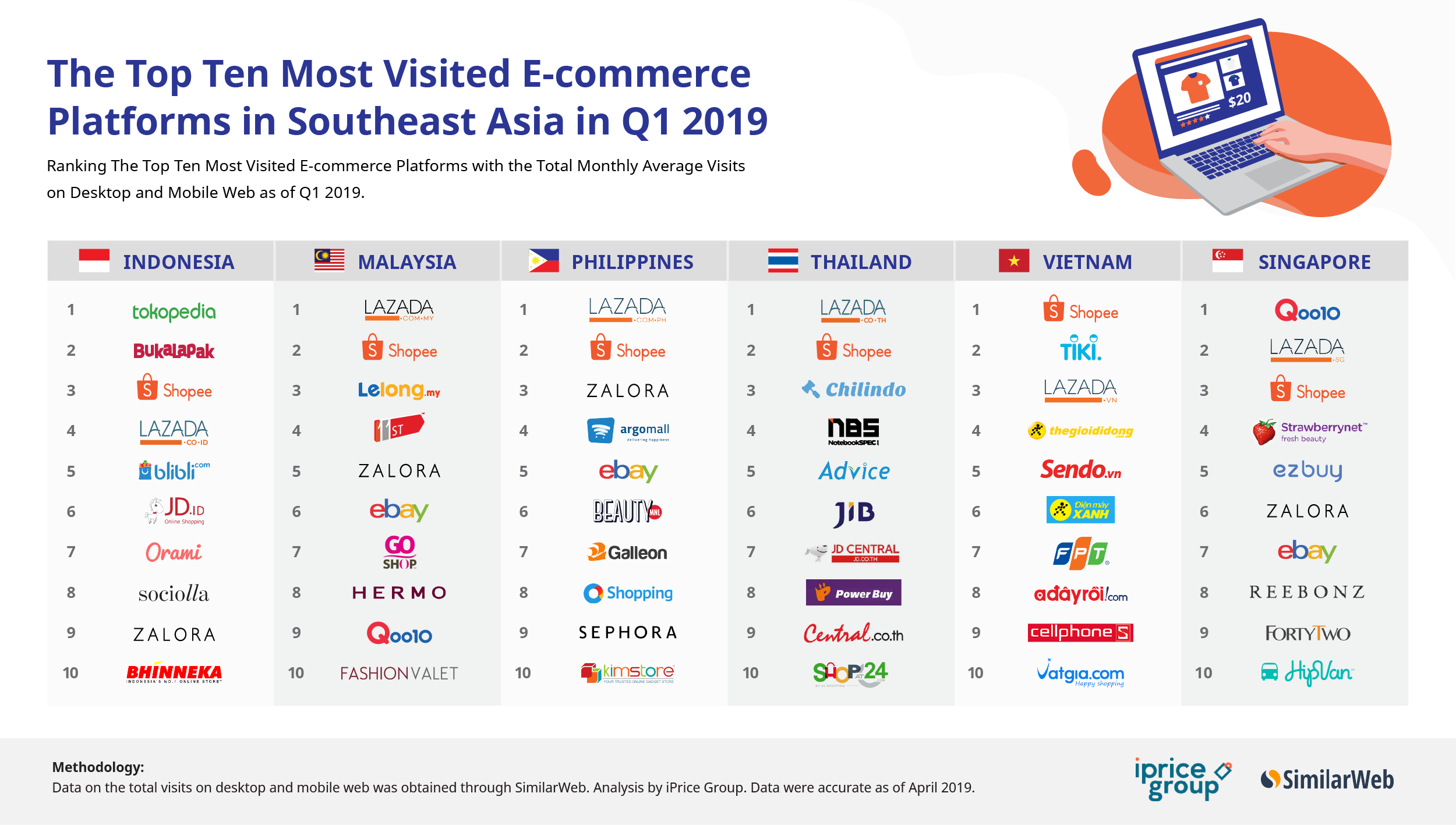

Source: iPrice